# Serge Leroy
Pour les articles homonymes, voir Leroy et Serge Leroy (homonymie).
 (mai 2024).
Si vous disposez d'ouvrages ou d'articles de référence ou si vous connaissez des sites web de qualité traitant du thème abordé ici, merci de compléter l'article en donnant les références utiles à sa vérifiabilité et en les liant à la section « Notes et références ».
Serge Leroy est un réalisateur et scénariste français né le 14 mai 1931 à Paris où il est mort le 27 mai 1993.

## Biographie
Parisien, Serge Leroy est né le 14 mai 1931. Dans les années cinquante, il suit une formation de laborantin et s’occupe du développement des pellicules. Déjà tenté par la réalisation, il met en scène ses premiers courts-métrages en 1959. À l’aube des années soixante, Serge Leroy fait ses premières armes à la RTF, en tant que pigiste, notamment pour l'émission Cinq colonnes à la une, magazine d’information au sein duquel il relate certains événements marquants de l’époque, dont l’assassinat de John Fitzgerald Kennedy. Auteur d’un grand nombre de reportages télévisés, il approfondit son expérience à la radio en Belgique et au Québec.
En 1970, Serge Leroy réalise son premier long-métrage, Ciel bleu, avec Frédéric de Pasquale et Alexandra Stewart. Suit Le mataf (1972) avec Michel Constantin, un film policier. C’est avec La traque (1974) que Serge Leroy s’impose véritablement. Réunissant des vedettes comme Mimsy Farmer, Jean-Pierre Marielle, Michael Lonsdale, Jean-Luc Bideau, Michel Robin, Philippe Léotard ou Paul Crauchet, ce survival égratigne les notables de province. Le film relate l’histoire d’une jeune femme traquée par des chasseurs après avoir été violée par deux d’entre eux. Il s’inspire ensuite de Duel (1971) de Steven Spielberg et réalise Les Passagers» (1975), road movie avec Jean-Louis Trintignant, Mireille Darc et Bernard Fresson. En 1977, il signe Attention les enfants regardent, produit et interprété par Alain Delon, où des enfants livrés à eux-mêmes et influencés par les images de la télévision deviennent des meurtriers.
Dans les années quatre-vingts, Serge Leroy fait son retour à la télévision, avec des séries comme Pause-café et Les héritiers. En 1981, il réalise Légitime Violence, thriller à visée dystopique abordant le l’auto-défense, au scénario signé par Jean-Patrick Manchette. L’indic (1982), inspiré de Roger Borniche, est un film policier avec Daniel Auteuil et Thierry Lhermitte. Dans Le Quatrième Pouvoir (1985), Leroy dépeint le monde du journalisme et de la télévision. Deux reporters, interprétés par Nicole Garcia et Philippe Noiret, mettent au jour un scandale politique. Contrainte par corps (1987) est un mélodrame.
Par la suite, Serge Leroy se consacre au petit écran. On lui doit quelques scénarios, ainsi que la réalisation d’épisodes de séries comme Maigret avec Bruno Cremer, Navarro avec Roger Hanin et Le juge est une femme. En 1992, il revient au cinéma avec Taxi de nuit. Serge Leroy meurt le 27 mai 1993 à Paris.

## Filmographie

### Comme réalisateur

#### Cinéma
- 1971 : Ciel bleu
- 1973 : Un jeune paysan, court métrage tourné en 16 mm
- 1973 : Le Mataf
- 1975 : La Traque
- 1977 : Les Passagers
- 1978 : Attention, les enfants regardent
- 1982 : Légitime Violence
- 1983 : L'Indic
- 1985 : Le Quatrième Pouvoir
- 1988 : Contrainte par corps
- 1993 : Taxi de nuit

#### Télévision
- 1981 : Pause café (série TV)
- 1982 : Joëlle Mazart (série TV)
- 1985 : Double Face (téléfilm)
- 1989 : Pause-café pause-tendresse (série TV)
- 1989 : Une saison de feuilles (TV)
- 1991 : Les Cahiers bleus (TV)
- 1992 : Maigret chez les Flamands (TV)
- 1992 : Maigret et le corps sans tête (TV)

### Comme assistant réalisateur
- 1960 : La Belle Époque de Jean Delire[2]
- 1984 : Le Tueur triste de Nicolas Gessner